# Vide local
Le Vide local est une région vaste et vide du milieu intergalactique, adjacente à notre propre Groupe local,. Découvert en 1987 par R. Brent Tully et Rick Fisher, le Vide local est composé de trois secteurs distincts, séparés par des points de « filaments vaporeux ». L'étendue précise de ce vide est inconnue, mais il est estimé avoir une dimension d'au moins 45 Mpc (150 millions d'années-lumière) de large et une longueur pouvant aller jusqu'à 70 Mpc (230 millions d'années-lumière). Le Vide local semble contenir un nombre significativement moindre de galaxies que prévu par le modèle standard de la cosmologie.

## Emplacement et dimensions
Les vides sont le résultat de la façon dont la gravitation fait s'attirer et s'agglutiner la matière dans l'Univers, regroupant les galaxies dans des groupes et des amas, qui sont séparés par des régions en grande partie vides de galaxies.
Les astronomes ont remarqué que la Voie lactée se trouve dans une large et plate rangée de galaxies nommée le « Voile Local », délimitant le Vide local. Le Vide local s'étend sur environ 60 mégaparsecs (200 millions d'années-lumière), commençant dans le coin du Groupe local. La distance entre la Terre et le centre du Vide local serait d'au moins 23 mégaparsecs (75 millions d'années-lumière).
La taille du Vide local est calculé grâce à une galaxie naine isolée et localisée à l'intérieur. Plus le vide est grand, plus il est vide. Plus la gravité y est faible et plus facilement la galaxie naine devrait s'échapper du vide pour aller vers des concentrations de matières. L'énergie sombre a été suggérée comme une explication alternative à l'expulsion rapide de la galaxie naine.
Un précédent modèle de type bulle de Hubble, basé sur les vitesses mesurées de la supernova thermonucléaire, ou supernova Type 1a, propose un vide relatif centré sur la Voie Lactée. Une analyse des données (2011), cependant, indique que la poussière interstellaire a interféré dans les résultats, donnant des mesures erronées.

## Effets sur les alentours
Les scientifiques pensent que le Vide s'accroît et que le Voile local, qui constitue un des murs du Vide, s'éloigne de son centre à une vitesse de 260 kilomètres par seconde. Les concentrations de matières s'attirent mutuellement, créant un vide plus large d'où la matière s'enfuit. Le Vide local est uniformément entouré par de la matière dans toutes les directions, à l'exception d'un secteur où il n'y a rien, ce qui a pour effet d'extirper plus de matière encore de ce secteur. L'effet sur la proche galaxie est étonnement important. La vitesse d'éloignement de la Voie Lactée du Vide local est de 268 kilomètres par seconde,.